# Dūrīq
Dūrīq (persiska: دوریق) är en ort i Iran.   Den ligger i provinsen Östazarbaijan, i den nordvästra delen av landet, 500 km nordväst om huvudstaden Teheran. Dūrīq ligger 1 741 meter över havet och antalet invånare är 214.
Terrängen runt Dūrīq är kuperad norrut, men söderut är den platt. Runt Dūrīq är det ganska glesbefolkat, med 27 invånare per kvadratkilometer. Närmaste större samhälle är Gūyjeh-ye Solţān, 3,7 km sydväst om Dūrīq. Trakten runt Dūrīq består i huvudsak av gräsmarker.